# Malin Olsson
Malin Isabel Sofie Dos Santos Cardoso Olsson, född 19 mars 1982 i Skattunge församling i Kopparbergs län, är en svensk programledare och musiker. Olsson vann 2001 års Fröken Sverige-tävling.

## Karriär
Olsson växte upp i Skattungbyn i Dalarna med en portugisisk mor och en svensk far, sjöng i kör och lärde sig spela flöjt och fiol, innan hon inledde studier i språk och ekonomi. Av en nyck anmälde hon sig till tävlingen Fröken Sverige 2001 och vann, varefter hon plötsligt kom i fokus och fick representera Sverige i Miss Universum i Puerto Rico. Efter det fick hon erbjudandet att vidareutveckla sitt musikintresse och bli medlem i gruppen NG3, vilken hon dock lämnade 2005. Snart därefter började hon sin TV-karriär, då hon erbjöds att bli programledare för The Voice TV. Redan 2006 gick hon vidare till att leda programblocket Bobster i SVT B (SVT Barn) och har därefter fortsatt som programledare för Sveriges Television, inte sällan i barn- och familjeprogram, som hon säger sig ha en särskild förkärlek för. Ett av dem var första säsongen av Ponnyakuten.
2007 presenterade Olsson musiklistan tillsammans med Gonzalo Del Rio Saldias i SVT-programmet Grand Prix. Sedan 2009 har Malin Olsson bevakat Melodifestivalen i olika program (Bobster och Fredagkväll med Malin) som sänts i SVT B. Alla somrar sedan 2010 med undantag av 2015 har Olsson lett programmet Sommarlov i SVT B som sändes från en båt (2010–2011 hette den M/S Hajen men 2012 byttes den ut mot en ny båt med namnet Rockan) vid en kaj (Dockplatsen 1, Dockan i Västra hamnen) i Malmö. Sedan 2013 sänds programmet från bussen 'Busster' och från Scaniabadet i Malmö. Hösten 2011 ledde hon programmet Helt magiskt i SVT tillsammans med Marie Serneholt.
När andra säsongen av SVT:s lekprogram Minuten startade i februari 2012 tog Malin Olsson över programledarrollen efter Peter Settman.
Vintern och våren 2013 var hon programledare för TV-leken Hela Sveriges fredag! i SVT. Våren 2014 var hon kommentator för Eurovision Song Contest och programledare för programmet Inför Eurovision Song Contest. Från premiären 2015 var hon under tio år programledare för Vem bor här på SVT.
2024 var hon med i SVT:s julkalender Snödrömmar där hon var lucköppnare.

## Privatliv
Sedan augusti 2014 är Olsson sambo med sångaren Simon Peyron efter att de träffats i samband med hennes intervju med honom vid Melodifestivalen 2014. Tillsammans har paret två döttrar, födda 2017 och 2021.

## TV-program (urval)
- 2010–2024 Sommarlov (Barnkanalen)
- 2011: Helt magiskt (SVT)
- 2012: Minuten (SVT)
- 2013: Hela Sveriges fredag! (SVT)
- 2015–2024: Vem bor här (SVT)
- 2024: Snödrömmar (SVT)